# Cymbasoma agoensis
Cymbasoma agoensis is een eenoogkreeftjessoort uit de familie van de Monstrillidae. De wetenschappelijke naam van de soort is voor het eerst geldig gepubliceerd in 1982 door Sekiguchi.